# Dipterocarpus cornutus
Dipterocarpus cornutus — вид тропических деревьев из рода Диптерокарпус семейства Диптерокарповые.

## Распространение
Dipterocarpus cornutus произрастает в тропических лесах Юго-восточной Азии до высоты 1000 метров. Встречается на полуострове Малакка, Сингапуре, Суматре и Калимантане.

## Описание
Высота деревьев достигает 50 метров. Диаметр ствола до 89 см.

## Статус
МСОП присвоил таксону охранный статус «Виды, находящиеся на грани полного исчезновения» (CR).